# 遠近道印
遠近 道印（おちこち どういん、寛永5年（1628年） - 没年不詳）は、江戸時代前期の絵図師。苗字は藤井。通称は六郎兵衛。号は半知、久音。諱は長方。蹴鞠にも秀でていた。

## 概要
遠近道印及び半知の名は、『古今和歌集』1-29「をちこちのたづきも知らぬ山中におぼつかなくも喚子鳥かな」を出典とする説がある。
出身地については、『諸芸雑志』に「東武之産」とあるものの、『江戸方角安見図鑑』序に「武州浅草於旅堂書」とあることから疑わしく、生まれは越中国の可能性もある。もし越中出身であれば、藤井姓は富山城内に築城前に存在した藤井村との関連が考えられる。
いわゆる明暦の大火の後に幕府大目付で兵学者北条氏長の下で江戸の地図の作成に関わった。1690年（元禄3年）には代表的な道中図である東海道分間絵図を菱川師宣とともに著している。道印の地図は実際の方角、縮尺、区画、道路を忠実に反映した完成度の高い革新的なものであり、諸々の地図は版を重ね、自身は「図翁」と称された。
軍事上の機密である江戸城内を詳細に図示したことで罰せられ、江戸払になったとされるが、地図出版は幕府公認の下で行われており、江戸を離れて外様藩に仕官している点などから疑問視する意見もある。晩年は富山藩医として過ごした。妻子の存在は今のところ確認できず、没年も不明。『諸芸雑志』は墓所を大法寺とするが、墓や過去帳には残っていない。道印の技術は加賀藩兵学者有沢家を通じて細々と伝えられた。
同時代の地誌『江戸鹿子』に蹴鞠の名人として藤井半知の名があり、同一人物の可能性が高い。

## 後世
道印の追求した地図の正確性は、戦時には重要な情報であったが、泰平の江戸時代にあって特に巷間に第一義的に重視される要素とはならなかった。道印の活躍中、すでに石川流宣は『江戸図鑑綱目』において「すべて間地を知る事益なし」と道印の方向性を否定している。道印もこれに対し反論を加えているが、実際の歴史を辿ると、道印以降出版された都市図や道中図は、道印の図に正確性は劣るものの、ある地域を一画面に納めるため道を歪めるなど、判読性や携帯性を重視する方向に進んでいる。道印の諸図より一世紀以上後、江戸後期に蝦夷地方面でロシア帝国との緊張が高まるに至って、再び正確な地図の需要が高まり、伊能忠敬が登場することとなる。
伊能忠敬の成果は明治政府にも継承され、現代まで著名な人物であり続けているが、継承する者のいなかった道印の名は後世に伝わることがなかった。「此作者に遠近道印といへるは、右の経師屋嘉兵衛の仮りにもふけし名也。」（『書儈贅筆』）、「遠近道印とは仮名にして、遠近導引といふ意なるべし。但し何人にや知らず。」（『武江年表』）などと、江戸時代後期には本名すら判然としなくなっている。
近代には道印図の先駆性が評価され、研究も行われるようになったが、『諸芸雑志』にいう藤井半知の実在もはっきりせず、北条氏長説や共同筆名説等の異説も唱えられた。昭和57年（1982年）、矢守一彦が富山藩資料等を通じて藤井半知の実在を確認して「遠近道印についての新解釈」（『日本海地域史研究』第4輯）を発表して以降、研究は格段に進展したが、出自や経歴、技術の習得元など不明な点が依然として数多い。

## 出版物
- 寛文五枚図 - 寛文10年12月に「新板江戸大絵図」、11年4月、11月、12年閏6月、13年2月に「新板江戸外絵図」が経師屋加兵衛より出版された。西暦では1671年から1673年に当たる。1分5間。
- 「新板江戸大絵図」 - 延宝4年3月、経師屋加兵衛刊。1分10間。
- 「江戸雀」 - 延宝5年、鶴屋喜右衛門刊。初印本に近行遠通撰と記され、遠近道印作の可能性が高い。
- 「江戸方角安見図鑑」 - 延宝7年3月に乾巻、8年1月に坤巻。表紙屋市郎兵衛刊。1分5間。
- 「江戸安見総図」 - 延宝8年、表紙屋市郎兵衛刊。1分20間。
- 「江戸絵図」 - 元禄2年1月、板木屋七郎兵衛刊。元禄12年5月、「懐中江戸図」と改題。1分40間。
- 「改撰江戸大絵図」 - 元禄2年2月、板屋弥兵衛刊。1分10間。
- 「分間江戸大絵図」 - 元禄2年初夏、板木屋七郎兵衛刊。元禄12年初夏、「分間御江戸図全」に改題。1分15間。
- 「東海道分間絵図（wikidata）」 - 元禄3年孟春。3分1町。菱川師宣画。板木屋七郎兵衛刊。
- 「改正分間江戸大絵図全」 - 宝永元年夏、万屋清兵衛刊。1分15間。